# Mayuri Kurotsuchi
Mayuri Kurotsuchi (涅 マユリ?, Kurotsuchi Mayuri) è un personaggio del manga e anime Bleach. È il Capitano della Dodicesima Divisione e il Presidente dell'Istituto di Ricerca degli Shinigami dopo Kisuke Urahara. Il suo luogotenente è Nemu Kurotsuchi.

## Aspetto e personalità
Mayuri Kurotsuchi è un ricercatore, ed impersona lo stereotipo dello scienziato pazzo. È uno dei personaggi più sadici e crudeli dell'intera serie, sebbene comunque non sia un antagonista della storia. Vede gli altri non come esseri viventi, ma come vere cavie da analizzare, includendo comunque sé stesso. Ha poco rispetto o riguardo per gli altri: addirittura ha trasformato i suoi stessi sottoposti in bombe umane allo scopo di catturare i due ryoka invasori Uryū Ishida e Orihime Inoue, mentre è arrivato a ferire gravemente il suo luogotenente Nemu Kurotsuchi per attaccare Uryū Ishida.
Mayuri, il cui viso, per via del trucco simile ad una maschera, ricorda vagamente un teschio, ha l'aspetto meno umano tra tutti i personaggi umanoidi della serie. Le sue unghie sono tinte di blu e, ad eccezione dell'unghia del dito medio della mano destra, lunga proprio come un dito, le altre sono tenute corte. Sul capo porta una sorta di cappello bianco a due punte rivolto verso la sua destra, mentre, attorno al collo, un largo foulard color viola. A seguito dello scontro con Ishida, lo vediamo privo di maschera: la sua pelle è color carne e i suoi capelli sono blu e a quanto pare, ogni volta che rigenera il suo corpo, le modifiche attuate su di esso spariscono, sebbene rimangano comunque numerose cicatrici. Sembra sia privo della normale struttura delle orecchie.
Nei più recenti risvolti della storia, ha assunto un nuovo aspetto: il trucco presenta dei motivi differenti, sebbene i colori di quella originaria, bianco e nero, siano rimasti invariati, e il cappello a due punte è stato sostituito da una nuova acconciatura, che mette in evidenza i capelli blu, sistemati a mo' di copricapo egiziano. I denti si presentano oro, ma il foulard attorno al collo è rimasto lo stesso.
L'ultimo look di Mayuri non è ancora stato mostrato nell'anime. Presenta gli stessi colori sul viso ma con un fondo nero su cui sono disegnate delle righe bianche verticali. I denti sono sempre dorati e l'abbigliamento presenta una variazione unicamente nel copricapo: esso infatti non è più in stile egizio, bensì appare lungo fino a dietro la testa, che gli incornicia il viso terminando con due punte rivolte verso direzioni opposte nella parte del mento, è di colore oro.

## Storia
Si conosce poco della storia di Mayuri, eccetto che è succeduto a Kisuke Urahara nella guida dell'istituto di ricerca e nel ruolo di Capitano della Dodicesima Divisione del Gotei 13. Ha anche fatto esperimenti su 2661 Quincy, incluso Sōken Ishida, maestro e nonno di Uryū, durante i suoi studi.
Nei capitoli inerenti al passato della Soul Society, quelli appartenenti alla Saga del Pendolo, Mayuri fa la sua apparizione in una cella della prigione per detenuti pericolosi conosciuta come "Maggot's Nest", in cui era tenuto incatenato in una cella in quanto detenuto più pericoloso dell'intera prigione. Qui ha un breve scambio di parole con Urahara, che gli propone di diventare il suo vice-capitano all'interno dell'Istituto di Ricerca e Sviluppo Tecnologico; parla brevemente anche con Hiyori, che però si arrabbia furiosamente con lui perché Mayuri si è rivolto a lei chiamandola "ragazzo". Si scopre dunque come sia diventato il capo del Reparto Ricerche agli ordini di Urahara, e di come abbia ereditato il posto di Capitano della 12ª Divisione proprio da quest'ultimo.
La prima apparizione di Mayuri Kurotsuchi avviene alla riunione dei Capitani del Gotei 13, che si riuniscono per discutere dell'incontro di Gin Ichimaru con Ichigo Kurosaki e di come questi abbia fallito nell'ucciderlo. In seguito, il gruppo di Ichigo entra nella Seireitei, e Mayuri ordina alla sua Divisione di trovarli e di portarli a lui per usarli come cavie da esperimento. Quando Ichigo sconfigge Ikkaku Madarame, Mayuri interroga quest'ultimo nella speranza di scoprire qualcosa di più sui ryoka, ma viene profondamente irritato dalle risposte di Ikkaku, che afferma di non sapere nulla al riguardo. Allora cerca di punirlo, ma Kenpachi Zaraki lo ferma in tempo e gli ricorda che lui non ha l'autorità per punire i membri di un'altra Divisione, e lo costringe così a ritirarsi.
In seguito, Mayuri riesce a trovare Uryū Ishida e Orihime Inoue e, approfittando del fatto che siano stati fermati dallo shinigami dell'11ª Divisione Makizo Aramaki, manda alcuni suoi subordinati per ingannare i due ryoka e portarli direttamente al suo cospetto. Però Uryū capisce il trucco e fa allontanare Orihime dagli shinigami della Dodicesima: a quel punto Mayuri usa i suoi sottoposti come bombe umane, sebbene fallisca nel vero intento di uccidere i ryoka: Orihime, infatti, ha protetto se stessa, Ishida e Aramaki con i suoi poteri. Mayuri ne resta così affascinato e incuriosito da offrire a Orihime l'opportunità di essere la sua cavia da esperimenti, affermando che avrebbe ricevuto un trattamento privilegiato rispetto a quello che di solito riserva alle sue cavie. Ishida, assicuratosi che Orihime e Aramaki siano al sicuro, mostra le sue abilità di Quincy, cosa che però non interessa minimamente Mayuri, già soddisfatto delle sue ricerche sui Quincy.
Ciononostante Uryū comincia a combattere contro Mayuri. Questi dunque rilascia lo Shikai della sua Zanpakutō per paralizzare Uryū, e, utilizzando Nemu come scudo, in caso il ragazzo avesse mirato contro di lui, colpisce entrambi. Nemu viene quindi ferita gravemente, e chiede l'aiuto del suo Capitano. Per tutta risposta, Mayuri, infastidito dal respiro pesante di Nemu, i cui polmoni sono probabilmente perforati, comincia a prenderla a calci e sputare ingiurie di ogni tipo. Ishida, basito da un simile comportamento, interviene dicendo che è inconcepibile che un Capitano tratti così un suo subordinato. Mayuri risponde dicendo che una ferita così "superficiale" non può creare simili danni, e che poi non accetta simili commenti da un estraneo. Nemu è una sua creatura e nessuno può giudicare le sue azioni nei suoi confronti. Inizia dunque a raccontare a Ishida le vicissitudini riguardo alle sue ricerche sui Quincy e rivela che l'ultima cavia su cui ha fatto esperimenti è stata proprio Soken Ishida, nonno di Uryū. Furioso, il ragazzo usa la sua abilità chiamata Ransōtengai per controllare il suo corpo come un burattino, aggirando gli effetti della paralisi. Questo impressiona Mayuri, visto che nessuno dei 2661 Quincy che ha analizzato poteva utilizzare un'abilità simile. Il combattimento contro Uryū ha ancora poca importanza per Mayuri, finché Uryū non rompe il Guanto Sanrei, che aumenta temporaneamente il suo potere oltre i suoi limiti naturali. Mayuri, sfoderato il suo temibile Bankai, crede di aver finalmente vinto, ma l'attacco di Ishida si dimostra più potente, e viene così sconfitto. Riesce comunque a salvarsi usando l'abilità speciale della sua Zanpakutō, che gli permette di liquefare il suo corpo una volta trafittosi con la lama della spada. L'effetto ha una durata di diversi giorni, perciò Mayuri resta fuori dai combattimenti per il resto della saga.

Il nuovo look di Mayuri Kurotsuchi

Mayuri, in seguito, appare nell'Hueco Mundo per aiutare Renji Abarai e Uryū nel combattimento contro Szayel Aporro Grantz, con l'aiuto del suo Luogotenente. Ha un nuovo look, che ricorda vagamente quello di un faraone o di un baphomet (demone dedicato alle conoscenze proibite, in linea quindi con il personaggio). Durante questo scontro, si scopre che Mayuri aveva impiantato dei batteri nel corpo di Ishida: grazie ad essi, ha osservato il combattimento tra il Quincy e l'Espada, riuscendo a sostituire così i suoi organi interni con dei falsi. In questo modo, la bambola che Szayel fa a sua immagine, sebbene subisca danni, non influenza minimamente il vero Mayuri, che sfodera la sua Zanpakutō e la rilascia, facendole divorare Szayel.
Assiste quindi alla morte di sua figlia Nemu, usata come "incubatrice" dall'Espada, che rinasce sotto gli occhi attoniti dei presenti. Nonostante si trovi di fronte ad un'abilità spaventosa, Mayuri non si lascia prendere dal panico, ma anzi si mostra straordinariamente previdente: aveva infatti immesso del veleno speciale nel corpo di Nemu, veleno che ora scorre anche nel sangue di Szayel. Un veleno che dilata la percezione del tempo di milioni di volte, dando così la sensazione che un secondo duri cento anni. Con questa terribile ultima mossa, supera in crudeltà ed intelligenza e sconfigge il suo incredulo avversario. Riesce quindi a riportare in vita il suo tenente in una scenetta comica dal vago sfondo sessuale e profana il laboratorio segreto di Szayel Aporro.
Proprio grazie alla scoperta del suddetto laboratorio, Mayuri riesce ad analizzare la struttura dei Garganta usati dagli Hollow dell'Hueco Mundo per spostarsi da una dimensione all'altra. In questo modo escogita un modo per aprire i Garganta, dando così la possibilità a Ichigo e ad Unohana di raggiungere gli altri membri del Gotei 13 nel mondo reale.
Dopo quasi due anni dalla sconfitta di Sōsuke Aizen, alcuni esseri incappucciati irrompono nella Soul Society mentre, nel mondo terreno, si registra una grande distruzione di Hollow che mette in allarme il Dipartimento di Ricerca e Sviluppo. Chiedendosi come essi siano sopravvissuti, Mayuri informa tutti gli altri capitani che la Soul Society si trova ad affrontare di nuovo i Quincy dopo 200 anni. Questi ultimi, mentre tutti gli Shinigami si stavano per preparare alla battaglia, invadono imprevedibilmente la Seireitei e la distruggono.
Dopo l'arrivo della Guardia reale, si scoprirà che Mayuri è legato in qualche modo a Senjumaru Shutara. Ella afferma che la sicurezza nel Dipartimento di Ricerca e Sviluppo si è molto alleggerita dai suoi tempi.
Successivamente riappare assieme a Kenpachi Zaraki e affronta il braccio sinistro del re delle anime, il Quincy Pernida Parnkgjas. In questa occasione sfodera un nuovo Bankai, ma il nemico si rivela più ostico del previsto e riesce a mettere il capitano alle strette. Salvato dalla sua luogotenente Nemu, pur affermando che non possa esserci niente di più umiliante e vergognoso che dover lasciarla combattere al suo posto, non può fare a meno di essere profondamente stupito e orgoglioso di quanto Nemuri dimostri di essersi spontaneamente evoluta e migliorata. Sebbene la luogotenente venga in seguito uccisa da Pernida, che ne divora i resti, Mayuri salva tempestivamente il suo cervello mantenendolo intatto, facendo sì che, divorando il corpo di Nemu senza il cervello, il Quincy subisca una continua autorigenerazione cellulare accelerata fino ad autodistruggersi. Messosi in una capsula di guarigione con in braccio il cervello di Nemuri, Mayuri rimane fuori dagli scontri fino alla fine della saga.
Ritroviamo il capitano della Dodicesima Divisione alla fine del manga, accompagnato da una Nemuri dall'aspetto di bambina di dieci anni: ella è una nuova versione creata dal cervello sopravvissuto della precedente, Nemuri Hachigo.

## Zanpakutō
La Zanpakutō di Mayuri è Ashisogi Jizō (疋殺地蔵? "jizō mozzapiedi"; "jizō", così com'è conosciuto in Giappone, è un bodhisattva che veglia sui bambini e sul regno dei morti. È rappresentato come un bambino vestito da monaco buddista - vedi il Bankai). Quando non è rilasciata, la spada presenta diverse punte acuminate che sporgono dall'elsa e, al contrario degli altri Shinigami, che tengono la spada legata ad uno dei due lati della vita, la Zanpakutō di Mayuri è tenuta direttamente sul davanti.
Lo Shikai, attivato al comando "estirpa" (掻き毟れ?, kakimushire, che può essere tradotto anche come "cancella"), trasforma Ashisogi Jizō in una sorta di tridente deformato con lame rivolte verso l'esterno, una dritta al centro e due curve ai lati, la cui guardia assume la forma di testa di bambino con le mani giunte in preghiera (è l'immagine con cui di solito viene rappresentato Ksitigarbha). Quando un avversario è trafitto da Ashisogi Jizō, gli impulsi nervosi che partono dal cervello e comandano gli arti vengono interrotti, provocando quindi l'arresto degli arti stessi. Al contrario di una normale paralisi, questa non priva di sensibilità i punti colpiti, ma anzi, la vittima continua ad avvertire normalmente il dolore. Durante la Saga dei Bount, ci viene spiegato che guarire la ferita non rimuove in alcun modo la paralisi.
Il Bankai, che prende il nome di Konjiki Ashisogi Jizō (金色疋殺地蔵? letteralmente "jizō mozzapiedi color oro"), trasforma Ashisogi Jizō in un colossale bruco dalla testa di bambino, sulla cui nuca è sospesa una grande aureola d'argento. Il fiato della bestia è un puro concentrato di veleno, letale per chiunque lo respiri, tranne che per Mayuri e Nemu. Dal petto della creatura possono spuntare miriadi di lame affilate. Non è ancora chiaro se l'abilità di liquefare il corpo di Mayuri, dopo essersi trafitto con Ashisogi Jizō al suo stato originario, sia una capacità intrinseca della spada stessa.
Durante lo scontro con Pernida, Mayuri sfodera una versione riconfigurata del suo Bankai: Konjiki Ashisogi Jizō: Matai Fukuin Shōtai (金色疋殺地蔵・魔胎伏印症体? letteralmente "jizō mozzapiedi color oro: ventre demoniaco contaminato"), che assume la forma di un enorme bambino deforme dal ventre gravido. Esso consente a Mayuri di creare Ashisogi Jizō modificati con le informazioni raccolte sul nemico: in questo modo è la spada stessa a modificare la propria forma, così da risultare in grado di annullare i poteri del proprio avversario. Contro Pernida, Mayuri fece creare al suo Bankai un Ashisogi Jizō che aveva dei nervi sulla superficie del suo corpo, divisi in 70.000 strati di pelle; sebbene ciò gli causasse un dolore intenso, gli consentiva di resistere efficacemente al "The Compulsory" del suo avversario. Mayuri fece anche in modo che questo Ashisogi Jizō "nascesse" senza denti, in modo che divorasse Pernida intero per impedirgli di moltiplicarsi.

## Poteri e abilità
Al contrario delle invenzioni di Urahara, quelle di Mayuri risultano essere in secondo piano nella storia di Bleach; nonostante questo ci viene presentata una delle sue più importanti creazioni, il luogotenente della Dodicesima Divisione nonché sua "figlia" Nemu Kurotsuchi, che altro non è se non il risultato finale delle sue ricerche sui gigai e sulle anime modificate.
È inoltre implicito che Mayuri abbia fatto molte ricerche sulla modificazione dei corpi, come dimostrano le modifiche apportate al suo stesso corpo, inclusa l'abilità di rigenerare parti dello stesso attraverso l'iniezione di una sostanza non ben definita. Il suo braccio sinistro, ad esempio, può estendersi fino ad una lunghezza indeterminata mentre dal suo orecchio sinistro può tirare fuori una falce legata ad una fune organica che ha in tutto e per tutto l'aspetto di una kusarigama.
È in grado anche di mimetizzarsi con i colori e con gli elementi dell'ambiente circostante, nonché di liquefare il suo stesso corpo dopo essersi trafitto con la sua stessa Zanpakuto, evitando così di essere attaccato e di attaccare, ma essendo in grado di rigenerarsi completamente. Nella saga filler dell'anime riguardante i Bount ha anche creato un sensore per rilevarli che, sebbene non sia potente come quello che Urahara ha inserito nelle anime modificate, è però molto più efficace una volta calibrato a dovere. Secondo quanto detto da Nemu a Ishida, l'unico modo per uccidere Mayuri è quello di tagliargli o comunque distruggergli la testa.
Il capitano si può quindi definire uno dei personaggi più intelligenti dell'intero manga: la rapidità con cui funziona la sua mente, analizzando in poco tempo le caratteristiche dell'avversario e trovando altrettanto velocemente un modo per fermarlo, è dimostrata, ad esempio, dalle modifiche geniali che apporta al proprio corpo per evitare di essere ferito mortalmente dalle tecniche voodoo di Szayel Aporro Grantz. Shunsui a sua volta afferma come Kurotsuchi sia in grado di trovare una soluzione a qualsiasi problema nell'arco di una sola giornata. Lo stesso Urahara, che lo reclutò proprio per le sue doti di scienziato, non manca di sottolineare la sua intelligenza. È presumibile che nella Soul Society Mayuri sia il terzo personaggio dall'intelletto più elevato, dietro ad Urahara ed Aizen, il quale afferma che l'unico superiore a lui in questo campo sia lo stesso Kisuke.
Durante lo scontro con il braccio sinistro del Re delle Anime, dimostra di aver appreso la tecnica Quincy dell'Hirenkyaku.
Nel "libro delle anime" di Bleach, il databook ufficiale della serie redatto da Tite Kubo, è presente uno schema che riassume tutte le sue caratteristiche:
- Potere offensivo (攻撃力?): 70
- Potere difensivo (防御力?): 70
- Agilità (機動力?): 40
- Arti demoniache ・ Forza spirituale (鬼道・霊圧?): 100
- Intelligenza (知力?): 100
- Stamina (体力?): 50
- Totale: 430
- In percentuale: 71,66%